# Sphinctospermum constrictum
Genre
Espèce

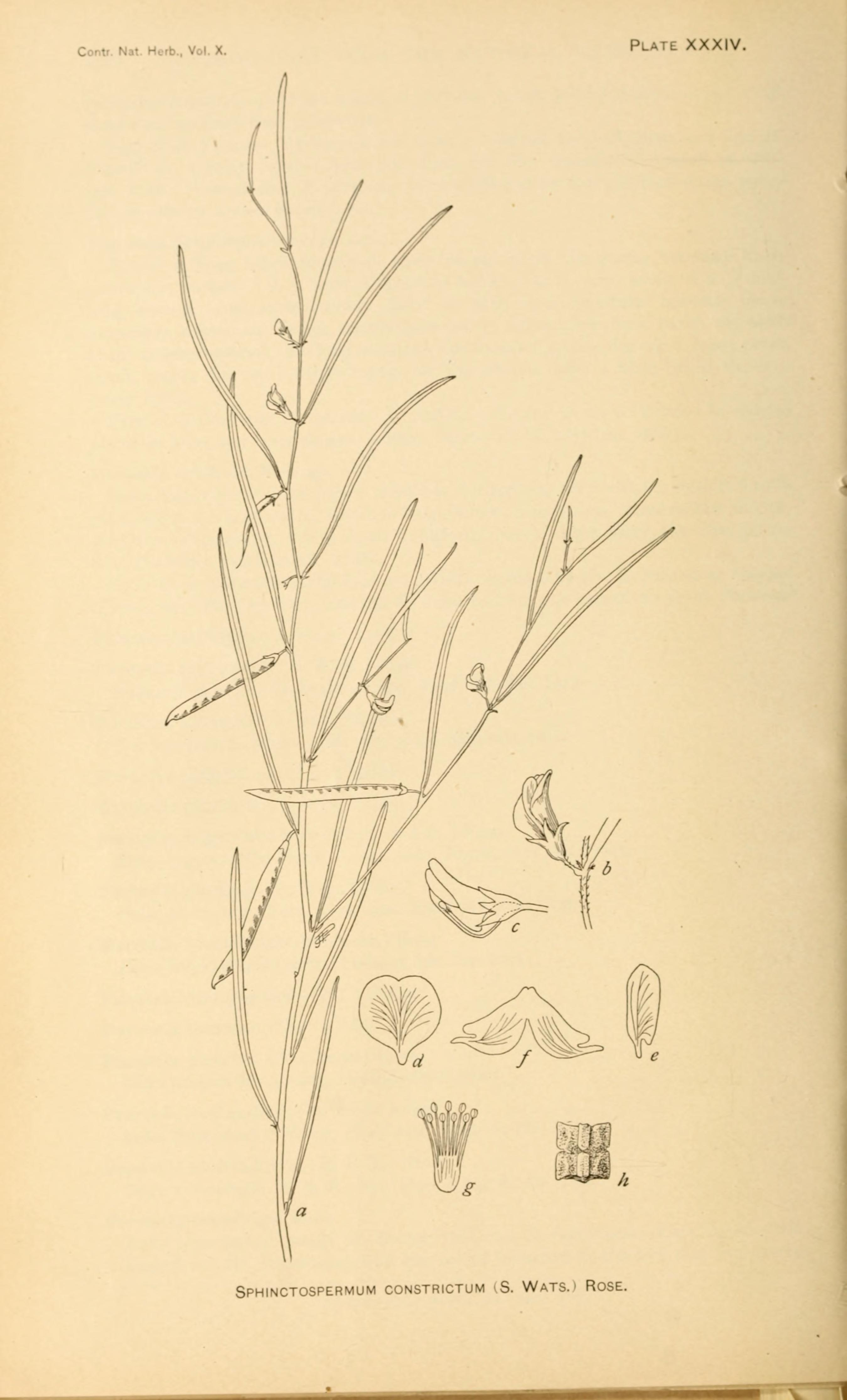
Sphinctospermum constrictum (herbier national américain de 1906).

Sphinctospermum constrictum est une espèce de plantes à fleurs dicotylédones de la famille des Fabaceae, sous-famille des Faboideae, originaire d'Amérique du Nord. C'est l'unique espèce acceptée du genre Sphinctospermum (genre monotypique).

## Synonymes
Selon The Plant List (26 novembre 2018) :
- Cracca constricta (S. Watson) Tidestr.
- Tephrosia constricta S.Watson